# 아이스푸테시

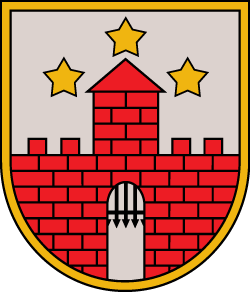
시 문장

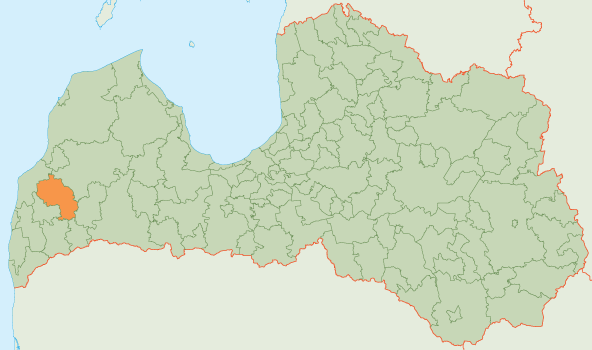
아이스푸테 시의 위치

아이스푸테시(라트비아어: Aizputes novads)는 라트비아의 지방 자치체로 행정 중심지는 아이스푸테이며 면적은 640.2km2, 인구는 10,368명(2009년 기준), 인구 밀도는 16명/km2이다. 1개 도시, 5개 교구를 관할한다.